# Andreas Sigismund Marggraf

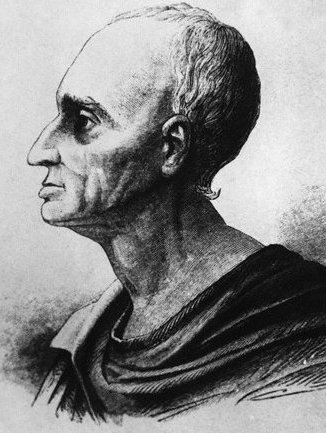
Andreas Sigismund Marggraf

Andreas Sigismund Marggraf (3 maart 1709, Berlijn - 7 augustus 1782, Berlijn) was een Duits chemicus. Hij gold als de laatste belangrijke chemicus op het gebied van de Phlogistontheorie en ontdekte een methode voor bepaling van het suikergehalte in inheemse planten.

## Zijn jonge jaren
Zijn vader, de koninklijke hofapotheker Henning Christian Marggraf, gaf onderricht in farmacie en chemie aan jeugdigen. Als student in de chemie kreeg Andreas les van professor Caspar Neumann, die praktische (farmaceutische) chemie doceerde aan het "Collegium medico-chirurgicum" in Berlijn. Neumann, een leerling van Georg Ernst Stahl de grondlegger van de phlogistontheorie, leidde Marggraf in deze theorie in, hetgeen zijn chemisch denken voor zijn hele leven zou beïnvloeden. Ter verdieping van zijn kennis studeerde hij in Straatsburg chemie en natuurkunde, in Halle medicijnen en in Freiberg metallurgie. Voordat hij in 1735 naar Berlijn terugkeerde, bezocht hij met als doel om zijn kennis nog verder te vergroten enige ijzersmelterijen en steenkoolmijnen..
Terug in Berlijn, werkte Marggraf tot 1738 in zijn ouderlijke apotheek, Zum goldenen Bären geheten, maar nog in hetzelfde jaar werd hij een bezoldigd lid van de "Akademie der Wissenschaften". Vanaf 1754 kon hij zich helemaal concentreren op zijn chemische onderzoekingen en werd hem door de academie een laboratorium en een dienstwoning ter beschikking gesteld. Door zijn ontdekking van suiker in de beetwortel in (1747) werd hij, na de dood van de toenmalige directeur Johann Theodor Eller van de natuur- en wiskundige afdeling van de Koninklijke Academie de Wetenschappen in 1760, benoemd tot zijn opvolger, een aanstelling die hij tot zijn dood in 1782 zou aanhouden. Zijn opvolger werd Franz Carl Achard, die zowel het laboratorium als ook zijn dienstwoning overnam.
Marggraf hield zich ver verwijderd van actuele vragen van die tijd over chemie en wijdde zich uitsluitend geheel aan zijn analytische laboratoriumonderzoeken, een houding die hem, gepaard aan zijn successen, veel erkenning opleverde. 
Tot zijn leerlingen behoorden onder andere de eerder genoemde Achard en Martin Heinrich Klaproth.

## Prestaties
- Een verbeterde methode voor fosforwinning door destillatie uit ingedampte urine met lood-oxichloride, zand en koolstof (1743)
- Vervaardiging van kaliumcyanide of cyaankali, een beschrijving van de oplossende werking van metallische zouten (1745)
- Zinkwinning door reductie van galmei met kolengruis onder afsluiting van lucht (1746)
- Onderzoekingen van het suikergehalte in inheemse planten. Door de ontdekking van het hoge suikergehalte van de suikerbiet legt hij het fundament voor de suikerindustrie. In 1747 maakte hij zijn resultaten hiervan bekend aan de academie.
- Het gebruik van de microscoop als onderzoekmiddel in de chemie. Marggraf gebruikte deze voor het bestuderen van suikerkristallen (vanaf 1747)
- Winning van mierenzuur door destillatie van mieren (1749)
- Onderscheid vastleggen tussen mierenzuur en azijnzuur door reductie van de kwikzilveroxiden door mierenzuur.
- Onderscheid tussen natrium en kalium (1758)

## Boekwerken
- De meeste verhandelingen van Marggrafs zijn vervat in de Mémoires de l'Académie des sciences de Berlin van 1747-1779 en in de Miscellanea Berolinensia.
- Chemische Schriften, Berlijn 1761 en 1767.